# Banquet républicain

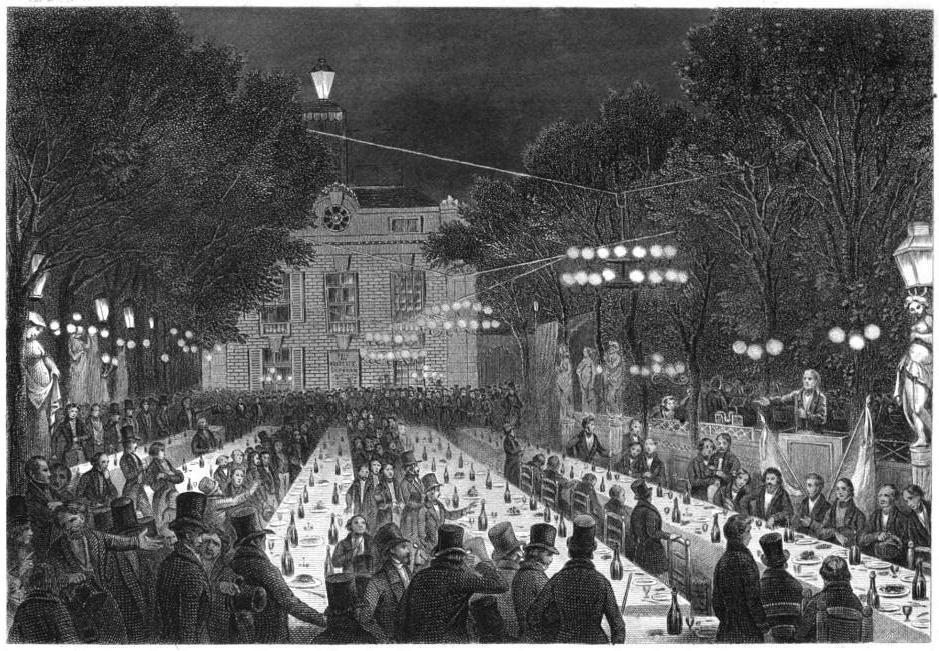
Banquet von Château-Rouge (9. Juli 1847)

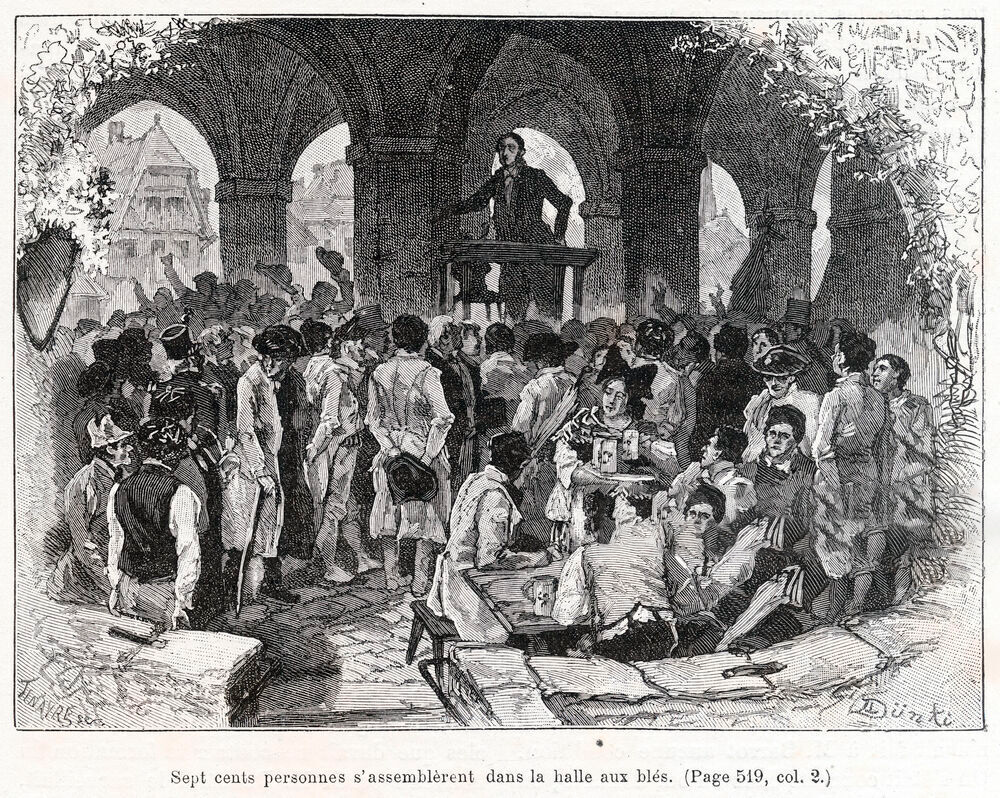
Bankett von Straßburg 1847

Banquets républicains (republikanische Bankette), auch als republikanische Mahlzeiten (repas républicains) oder Bürgeressen (repas civiques) bezeichnet, sind öffentliche und politische Mahlzeiten, die in Frankreich seit der Französischen Revolution veranstaltet werden.

## Geschichte
Die Tradition des republikanischen Banketts geht auf das Föderationsfest vom 14. Juli 1790 zurück. Bei diesen Mahlzeiten, die oft unter freiem Himmel an volkstümlichen Orten stattfinden, steht die Gleichheit der Teilnehmer im Vordergrund und es wird auf die Grundlagen der Republik (Freiheit, Verfassung usw.) oder auf aktuelle politische Ereignisse angestoßen.
Gegen Ende der Restaurationszeit, also von 1829 bis 1830, organisierten Republikaner und Liberale trotz den zwischen den Gruppen bestehenden Gegensätzen republikanische Bankette, um gegen die rechtsgerichtete Politik  des Premierministers Jules de Polignac zu demonstrieren.
Während der Julimonarchie, führte eine Bankettkampagne zur Revolution von 1848 und zur Gründung der Zweiten Republik, als Ministerpräsident François Guizot am 19. Februar 1848 versuchte, ein republikanisches Bankett in Paris zu verbieten.
Ende des 19. Jahrhunderts organisierten Bürgermeister republikanische Bankette mit mehreren Tausend Gästen, um die Popularität der Dritten Republik zu festigen. Diese Tradition wird in Frankreich weiterhin gepflegt. Auch in anderen Ländern werden heute solche Veranstaltungen durchgeführt.